# Strada statale 572 di Salò
La ex strada statale 572 di Salò (SS 572), ora strada provinciale BS 572 di Salò (SP BS 572), è una strada provinciale italiana che costeggia la sponda sud-occidentale del Lago di Garda.

## Percorso
Ha origine dalla strada statale 45 bis Gardesana Occidentale nei pressi di Salò e termina innestandosi sulla strada statale 11 Padana Superiore a Desenzano del Garda. La strada attraversa gli abitati di Manerba del Garda, Moniga del Garda e Padenghe sul Garda mantenendosi sempre nell'entroterra rispetto al Lago di Garda.
Lungo la strada sono presenti solitamente due limiti di velocità: 50 km/h nei centri abitati e 70 km/h al di fuori di questi, inoltre è presente una postazione autovelox fissa e, per semplificare gli incroci, una ventina di rotonde.
In seguito al decreto legislativo n. 112 del 1998, dal 2001, la gestione è passata dall'ANAS alla Regione Lombardia che ha provveduto al trasferimento dell'infrastruttura al demanio della Provincia di Brescia.